# Kjell Barnekow (präst)
Kjell Alexander Barnekow, född 26 februari 1910 i Engelbrekts församling, Stockholm, död 12 februari 1990 i Kävlinge församling, var en svensk friherre och präst.
Efter studentexamen i Kristianstad 1928 och teologisk-filosofisk examen vid Lunds universitet 1929 blev Barnekow teologie kandidat där 1933, avlade prästexamen och prästvigdes för Lunds stift samma år, blev teologie licentiat 1937 och teologie doktor 1941. Han blev kyrkoadjunkt i Malmö Caroli församling 1941, var kyrkoherde i Västerstads och Östraby församlingar 1945–1961, i Ystads församling 1961–1975, blev extra ordinarie hovpredikant 1961 samt var kontraktsprost i Vemmenhögs, Ljunits och Herrestads kontrakt 1971–1975. 
Barnekow var ledamot Svenska kyrkans centralråds sociala utskott 1955–1972, dess socialetiska delegation 1961–1972 (ordförande 1962–1972), styrelseledamot i Laurentiistiftelsen i Lund 1939–1972 (ordförande 1957–68) och ledamot av svenska ekumeniska nämnden 1962–1975. Han stod på biskopsförslag i Göteborgs stift 1949. Barnekow vilar på Korsbacka Östra kyrkogård.